# 佐敦
佐敦（ジョーダン、広東語: ツォードン、英語: Jordan）または官涌（かんちょう、広東語: グンチョン、英語: Kwun Chung）とは、香港油尖旺区の西南部に位置する地域である。また、尖沙咀の北側、油麻地の南側に位置する。

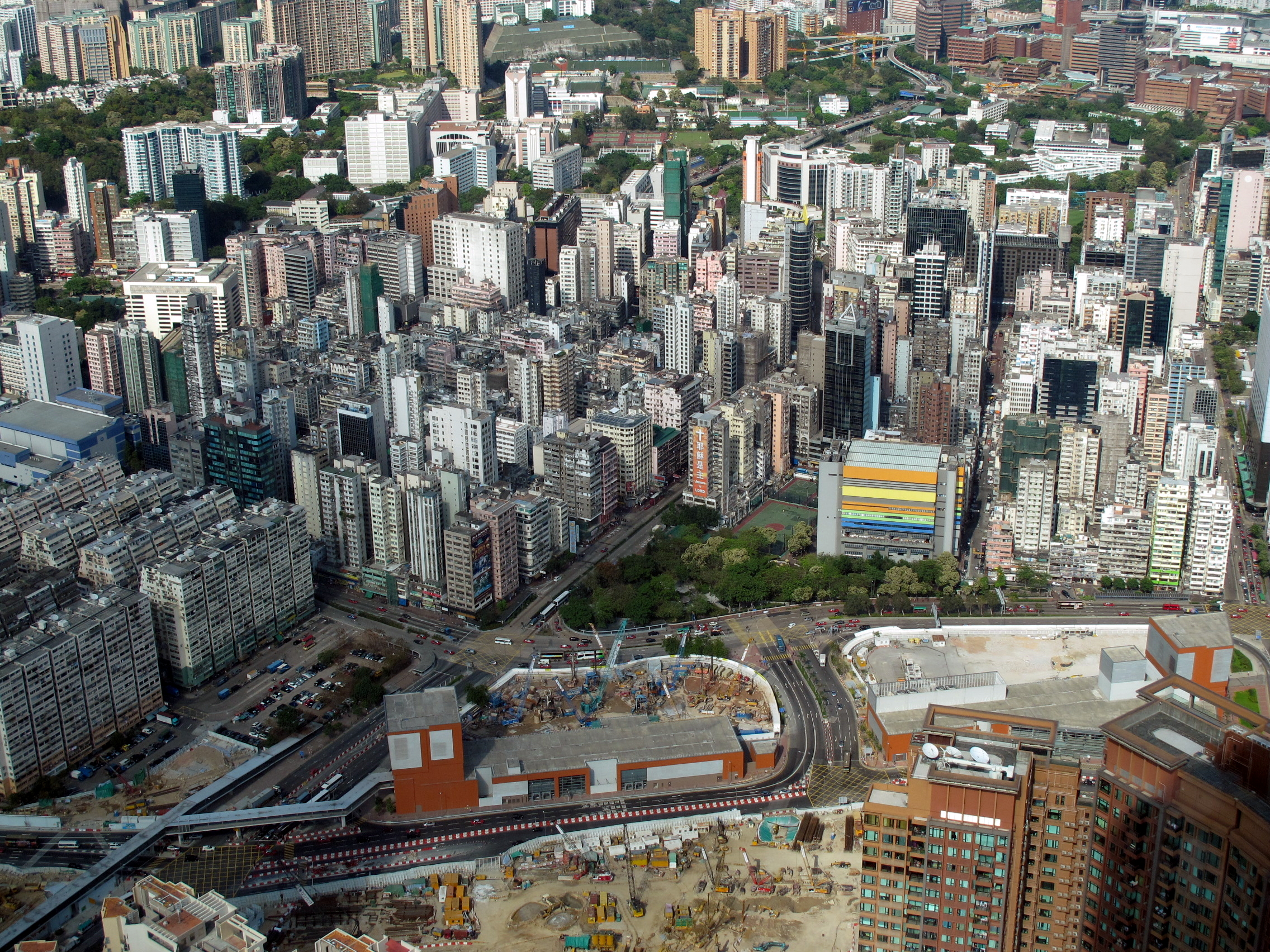
佐敦の空撮写真(2011年5月)

## 概要
九龍半島に位置する。連翔道以東、加士居道以南に位置する。域内には、ネイザンロードや広東道、佐敦道、加士居道などの大通りが通る。大通りに面した一等地は、ネオンサイン輝く不夜城である。大通りから一歩裏道に足を踏み入れると、男人街廟街に代表される庶民的な下町がある。

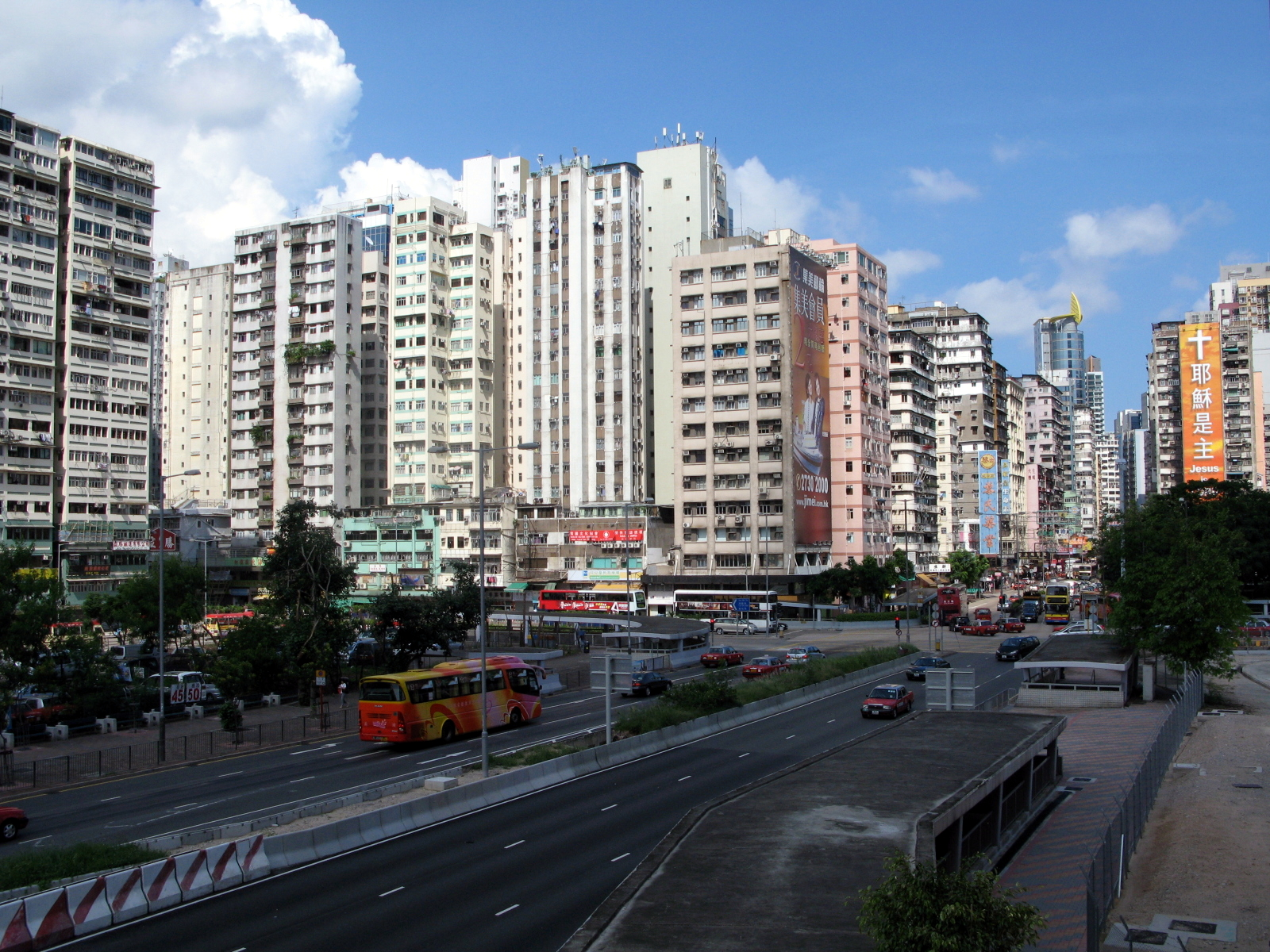
佐敦南部に位置する住宅地

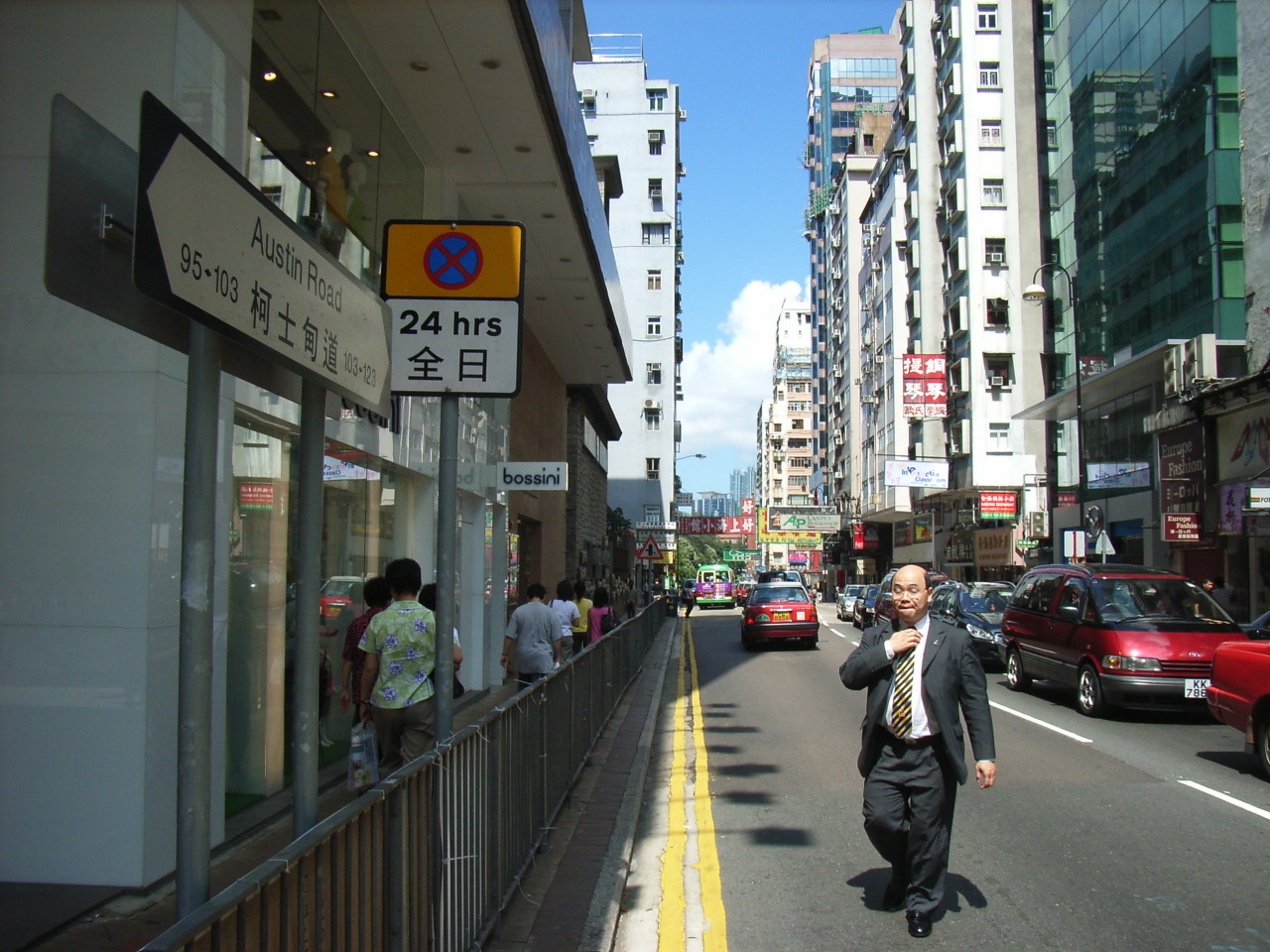
柯士甸道の大通り

## 交通
最寄駅
- MTR荃湾線佐敦駅
- 屯馬線柯士甸駅
- 東涌線，機場快線九龍駅

バス
- 九龍バス
- ミニバス